# 언제나 청춘 (라디오 프로그램)
언제나 청춘은 대한민국의 방송국 한국방송공사의 라디오 채널 KBS 해피FM에서 매일 오전 5시 5분부터 오전 6시까지 방송했던 라디오 프로그램이다. 2007년 4월 15일 자로 10년 만에 폐지되었다.

## 역대 DJ
- 1997년 4월 7일 ~ 2000년 4월 30일 : 이숙영
- 2000년 5월 1일 ~ 2007년 4월 15일 : 김성은 아나운서